# Svensk mesterskab i ishockey 1938
Det svenske mesterskab i ishockey 1938 var det 17. svenske mesterskab i ishockey for mandlige klubhold. Mesterskabet havde deltagelse af otte klubber og blev afviklet som en cupturnering i perioden 14. - 18. marts 1938.
Mesterskabet blev vundet af AIK, som blev svenske mestre for tredje gang, men for første gang siden 1935. I finalen vandt AIK med 2-0 over Hammarby IF foran 1.500 tilskuere i Ispaladset i Stockholm i en hård og ikke særligt velspillet kamp. Den tidligere Hammarby-spiller Ruben Carlsson scorede begge kampens mål – et i første og et i tredje periode.
Hammarby IF var i SM-finalen for ottende sæson i træk, og niende gang i alt. AIK havde kvalificeret sig til slutkampen for femte gang. Det var fjerde gang på fem sæsoner, at finalen var et opgør mellem netop AIK og Hammarby IF.
Ni dage efter SM-finalen lukkede Ispaladset, eftersom kølerørene var slidt op, og det var for dyrt at lægge et sæt nye rør. Dermed forsvandt Sveriges eneste kunstfrosne isbane.

## Resultater

### Kvartfinaler
| Dato      | Kamp                       | Res. | Perioder      | Tilsk. | Spillested |
| --------- | -------------------------- | ---- | ------------- | ------ | ---------- |
| 14. marts | Södertälje IF - IK Hermes  | 2–0  |               |        |            |
| 14. marts | AIK - IFK Mariefred        | 7–1  |               |        |            |
| 14. marts | IK Göta - Södertälje SK    | 2–0  |               |        |            |
| 14. marts | Hammarby IF - Karlbergs BK | 1–0  | 0-0, 1-0, 0-0 | 300    | Ispaladset |

### Semifinaler
| Dato      | Kamp                  | Res. | Perioder      | Tilsk. | Spillested |
| --------- | --------------------- | ---- | ------------- | ------ | ---------- |
| 15. marts | Södertälje IF - AIK   | 0–4  |               |        |            |
| 15. marts | IK Göta - Hammarby IF | 1–2  | 0-1, 0-0, 1-1 | 500    | Ispaladset |

### Finale
| Dato      | Kamp              | Res. | Perioder      | Tilsk. | Spillested |
| --------- | ----------------- | ---- | ------------- | ------ | ---------- |
| 18. marts | AIK - Hammarby IF | 2–0  | 1-0, 0-0, 1-0 | 1.500  | Ispaladset |

## Spillere
AIK's mesterhold bestod af følgende spillere:
- Olle Andersson (1. SM-titel)
- Holger Engberg (2. SM-titel)
- Åke Ericson (3. SM-titel)
- Ruben Carlsson (3. SM-titel)
- Axel Nilsson (3. SM-titel)
- Bertil Norberg (1. SM-titel)
- Erik Persson (3. SM-titel)
- Kurt Svanberg (1. SM-titel)
- Oscar Wester (1. SM-titel)

Hos sølvvinderne fra Hammarby IF bestod spillertruppen i denne sæson af følgende spillere:
- Stig Emanuel "Stickan" Andersson
- Åke "Plutten" Andersson
- Sven "Svenne Berka" Bergquist
- Måns "Måsse" Eriksson
- Lennart "Joe" Hellman
- Ragnar "Ragge" Johansson
- Östen Johansson
- Börje Karlsson
- Bengt Liedstrand
- Erik "Fimpen" Lindström
- Bertil "Berra" Lundell
- Holger "Hogge" Nurmela
- John Wikland
- Sigfrid "Sigge" Öberg
- Lennart "Månen" Österholm